# Белавино (Конаковський район)
Белавино (рос. Белавино) — присілок в Конаковському районі Тверської області Російської Федерації.
Населення становить 90 осіб. Входить до складу муніципального утворення місто Конаково.

## Історія
Від 2005 року входить до складу муніципального утворення місто Конаково.

## Населення
| 2010 |
| ---- |
| 90   |